# У небі тільки дівчата
«В небі тільки дівчата» — радянський художній короткометражний фільм 1967 року. Зйомки відбувалися на висоті 4000 метрів і в них брали участь 20 спортсменок Центрального спортивного парашутного клубу ВДВ. Фільм знятий за мотивами російської народної казки «Викрадення Василиси Прекрасної».

## Сюжет
Василиса Прекрасна поспішала в літаку на побачення до Іванушки. Таємно пробралися в літак Баба-Яга яка чекала зручного моменту, щоб викрасти Василису і перешкодити їй зустрітися з нареченим. В результаті Баба-Яга хапає Василису Прекрасну і вистрибує з нею з літака. Василиса намагається вирватися з чіпких рук старої відьми, але це їй не вдається і вона кличе на допомогу Іванушку. Наречений поспішав на побачення з коханою на іншому літаку і вчасно почув тривожний поклик. Іванушка наздоганяє підступну Бабу-Ягу, після короткої сутички вириває у неї мітлу і звільняє Василису. Позбавлена чарівної сили, відьма безладно перекидається в повітрі і стрімко мчить до землі. Також в зйомках брали участь скоморохи, чорти і ведмідь, які створювали казкову атмосферу.

## У ролях
- Н. Грищенкова — головна роль
- Ніна Панкова — головна роль
- Л. Масіч — головна роль
- Жанна Чепєлова — Жанна, парашутистка-гід
- Р. Рокосуєва — епізод
- А. Кенсицька — епізод
- А. Касьянова — епізод
- А. Логіна — епізод
- А. Кисельова — епізод
- І. Сівцева — епізод
- Л. Пухова — епізод
- Т. Шуткіна — епізод
- А. Горшкова — епізод
- А. Баранова — епізод
- Г. Піменова — епізод
- В. Михайлова — епізод
- Л. Рубан — епізод
- Л. Старчак — епізод
- А. Гуйвон — епізод
- В. Вацкова — епізод
- В. Криєвеня — епізод
- Л. Кулішина — епізод
- М. Трубочкіна — епізод
- Роберт Сілін — парашутист з кінокамерою

## Знімальна група
- Режисер — Василь Журавльов
- Сценаристи — І. Лісов, Василь Журавльов
- Оператори — Роберт Сілін, Володимир Захарчук
- Композитор — Едісон Денисов